# Національна дорога 63 (Польща)

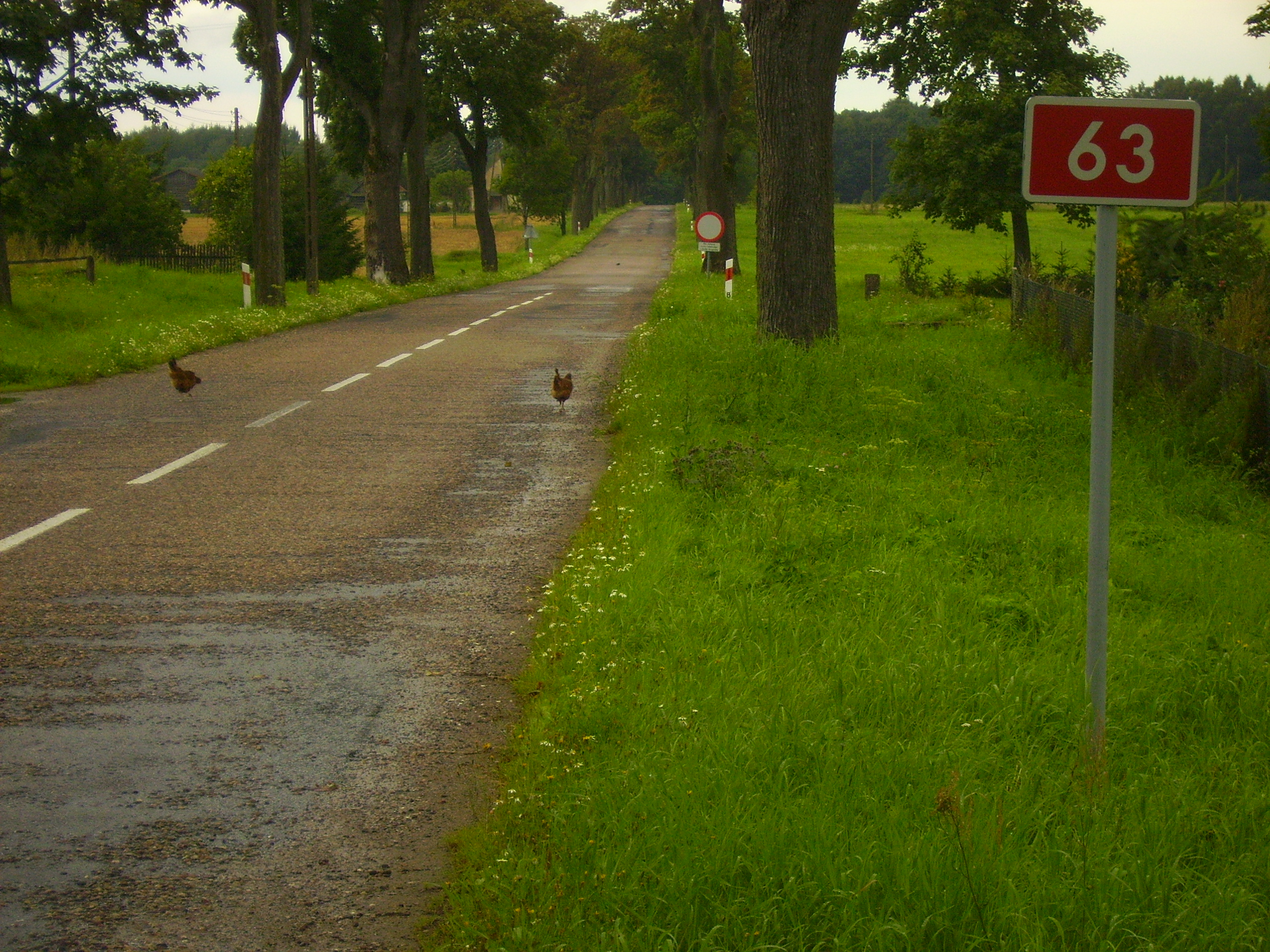
Вид на кінець загальнодоступної ділянки дороги. Видний путівник знаходиться за 800 м від початку дороги на кордоні з Росією

Національна дорога 63 (пол. Droga krajowa nr 63, DK63) – національна дорога, що проходить через такі воєводства: Вармінсько-Мазурське, Підляське, Мазовецьке та Люблінське. Сполучає місто Перли, де планується будівництво пункту пропуску Перли-Крилово з Калінінградською областю Росії, з пунктом пропуску Славатиче-Домачево на кордоні з Білоруссю. Її довжина становить близько 410 км.
Цю дорогу перетинає швидкісна дорога S8 (у Замбруві). У майбутньому через нього також проходитимуть автомагістраль A2 (біля Седльце) та швидкісна дорога S19 (у Радзині-Подляському).

## Дорога 63 після2012 рокувЗамбруві
У жовтні 2012 року вздовж швидкісної дороги S8 відкрито Замбрувський об'їзд. У рамках цієї інвестиції також буде побудовано південно-східну об’їзну Замбрув, яка стане частиною національної дорги 63 та національної дороги 66. Завдяки цьому автомобілям, які прямуватимуть з Ломжі до Седльце та Більська Підляського, не доведеться їхати через центр міста, а оминати Замбрув із заходу.

## Міста на шляху DK63
- Венґожево
- Гіжицько
- Ожиш
- Піш
- Кольно
- Ломжа − будується об’їзна дорога
- Замбрів
- Чижев
- Соколів-Підляський
- Седльці
- Луків
- Радинь-Підляський[1]

## Дивись також
- Швидкісна дорога S8

## Виноски
1. ↑  https://www.worldcat.org/oclc/979161905. {{cite episode}}: Пропущений або порожній |series= (довідка)